# (12670) Passargea
(12670) Passargea (1979 SG2) – planetoida z pasa głównego asteroid okrążająca Słońce w ciągu 3,29 lat w średniej odległości 2,21 j.a. Odkryta 22 września 1979 roku.